# 阿布拉昂·德莫赖斯
阿布拉昂·德莫赖斯（葡萄牙語：Abrahão de Moraes，1917年11月17日—1970年12月11日）是一位巴西天文学家暨数学家。他1917年11月17日生于伊塔佩塞里卡-达塞拉，1970年12月11日在圣保罗去世。
德莫赖斯曾任教于里约热内卢联邦大学并担任过天文和地球物理研究所（现为圣保罗大学天文、地球物理及大气科学研究所）所长。
他还代表巴西加入了联合国宇宙空间委员会下辖的技术委员会并主持巴西国家空间活动委员会（现为国家空间研究所）工作组事务，是巴西科学院正式院士。他的一生为巴西天文学和空间科学的发展作出过多项贡献：先后获得法国教育骑士勋章（Palmes Académiques）、美国国家科学基金会奖状和巴西航空功绩勋章。
位于瓦利尼乌斯市的阿布拉昂·德莫赖斯天文台就是以他的名字命名，该天文台创建于1972年，距巴西圣保罗90公里。
月球上的德赖斯环形山也是以他的名字命名。